# John P. McConnell

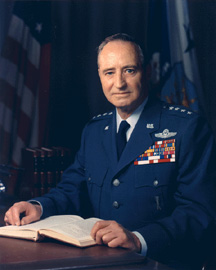
General John P. McConnell

John Paul McConnell (* 7. Februar 1908 in Booneville, Arkansas; † 21. November 1986 in Bethesda, Maryland) war ein US-amerikanischer General der US Air Force und zuletzt Chief of Staff of the Air Force.

## Leben
Nach dem Schulbesuch studierte der Sohn eines Arztes am Henderson Brown College und schloss dieses Studium 1927 mit einem Bachelor of Science (B.S.) ab. Seine Ausbildung an der United States Military Academy in West Point beendete er 1932 und trat anschließend in die US Army Air Forces ein und stieg dort bis zum General auf. 
Nachdem er von 1950 bis 1953 Kommandeur der Third Air Force sowie zugleich zeitweise Kommandeur der 7. Air Division war, wurde er Planungsdirektor des Strategic Air Command (SAC) auf der Offutt Air Force Base in Sarpy County. 1957 wurde er Kommandeur der Second Air Force auf der Barksdale Air Force Base in Bossier City und dann 1961 stellvertretender Kommandeur des SAC.
1962 erfolgte seine Ernennung zum stellvertretenden Oberkommandierenden (Deputy Commander-in-Chief) des US European Command, ehe er von 1964 bis 1965 Vice Chief of Staff of the Air Force (VCSAF) war. Zuletzt war General McConnell vom 1. Februar 1965 bis zum 31. Juli 1969 Chief of Staff of the Air Force und damit ranghöchster Offizier der US Air Force.
McConnell verstarb an den Folgen einer Krebserkrankung.

## Auszeichnungen
|  | Air Force Distinguished Service Medal        | 2× |
|  | Army Distinguished Service Medal             | 2× |
|  | Navy Distinguished Service Medal             |    |
|  | Legion of Merit                              |    |
|  | Distinguished Flying Cross                   |    |
|  | Bronze Star                                  |    |
|  | Air Medal                                    |    |
|  | Kommandeur der französischen Ehrenlegion     |    |
|  | Kommander of the Order of the British Empire |    |